# Imorgon när kriget kom
Imorgon när kriget kom är den första delen i John Marsdens bokserie om ett framtida krig, skildrat genom ungdomar i Australien. I Sverige gavs boken ut på bokförlaget Bonnier Carlsen som numera har slutat trycka den.

## Handling
Sju ungdomar; Ellie, Corrie, Fi, Homer, Robyn, Kevin och Lee, ger sig ut för att campa ute i bushen under några dagar. På natten kommer det plan som flyger snabbt och lågt över dem. De tänker inte mer på det, men när de kommer tillbaka till civilisationen upptäcker de att djur är instängda, fastbunda och en del döda. Husen är tomma, elen är borta och telefonen ur funktion. Australien har blivit invaderat. De drar sig tillbaka till den undangömda dalgången som kallas Helvetet. Där gömmer de sig för invasionsstyrkan.
De försöker nu överleva så gott de kan ute i vildmarken. De tar sig till sin hemstad Wirrawee någon gång ibland för att skaffa mer proviant och för att spana efter andra människor. De är med om många äventyr som ibland även är livshotande.

## Filmatisering
Den 8 augusti 2010 hade filmen "Tomorrow when the war began" premiär i Australien, och i april 2011 släpptes den i Sverige. 2015 kommer första boken åter igen filmatiseras, denna gång som tv-serie. Serien har Australienisk premiär april 2016.